# خزامى مكورة
الخزامى البحرية، الضرم أو  الخزامى المكورة أو الحَلْحَالُ أو السُّمَيْرَةُ أو الثُّمَيْلَةُ أو الحَائِنُ أو وَشَائِعُ الشّيْخِ أو الشِّيحُ الجَبَلِيُّ أو اسطوخودوس الشفوية هو نوع نباتي يتبع جنس الخزامى من الفصيلة الشفوية.

## البيئة والانتشار
موطنه بلاد الشام والمغرب العربي وبعض مناطق شمال حوض البحر الأبيض المتوسط.

## معرض صور

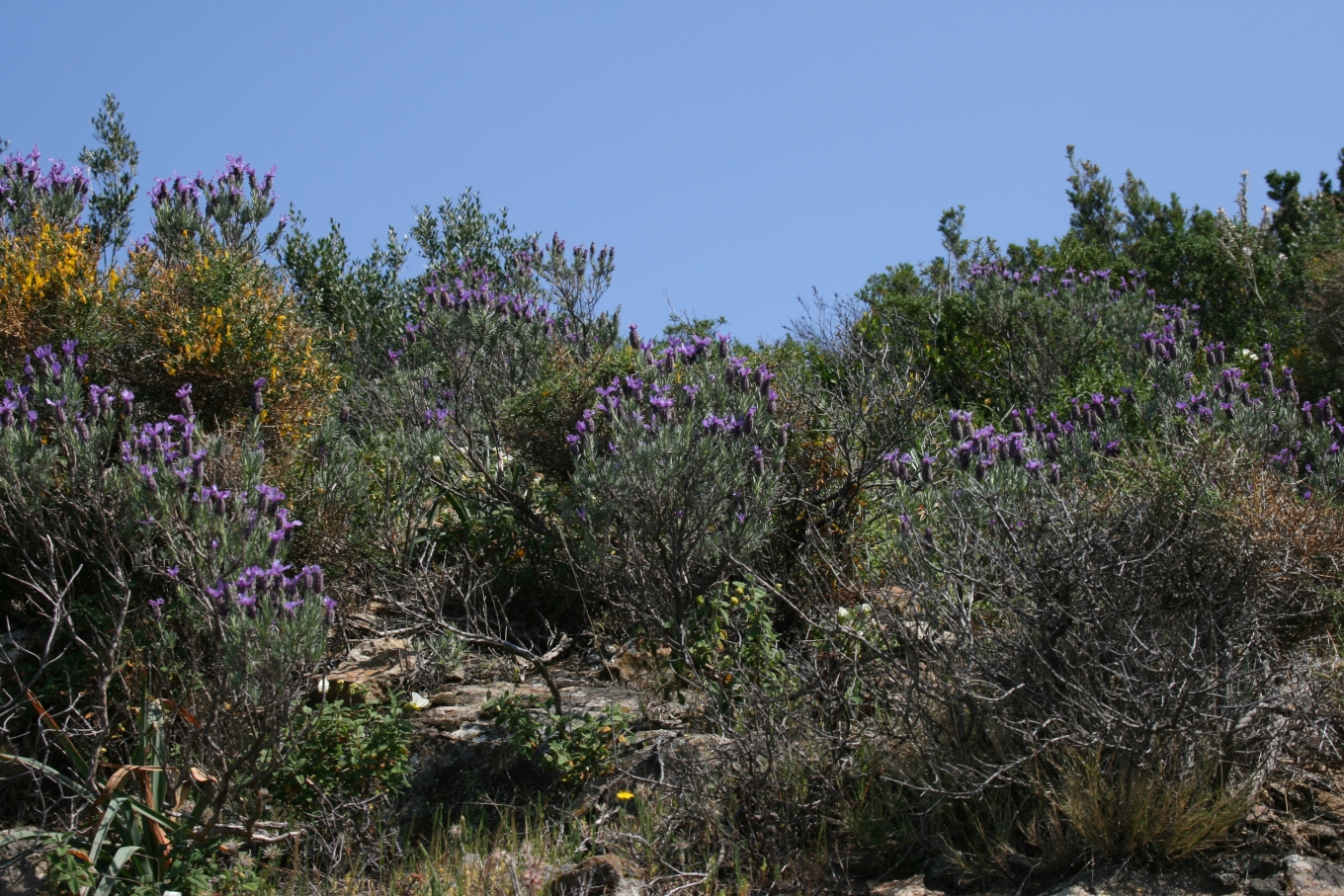
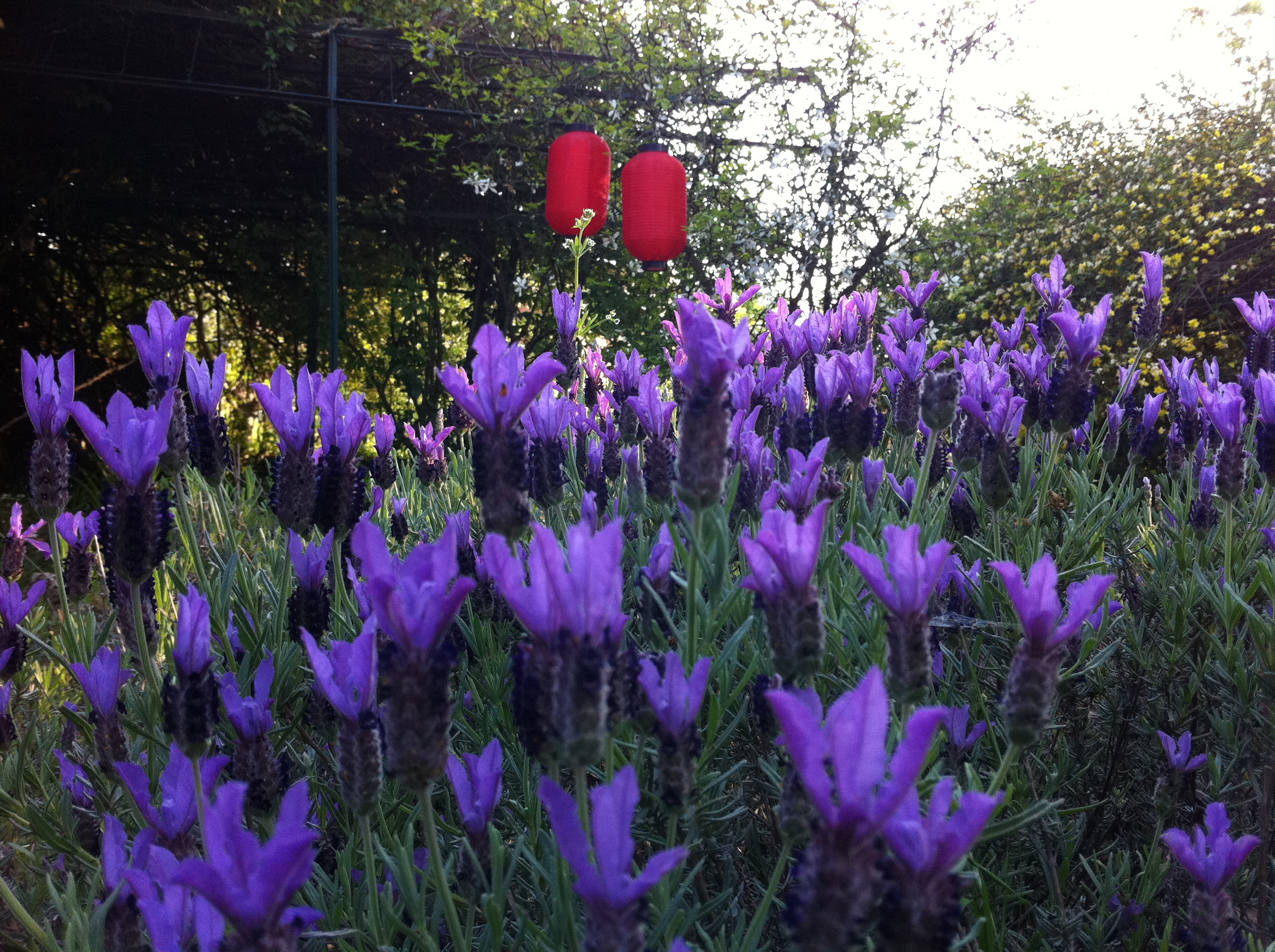
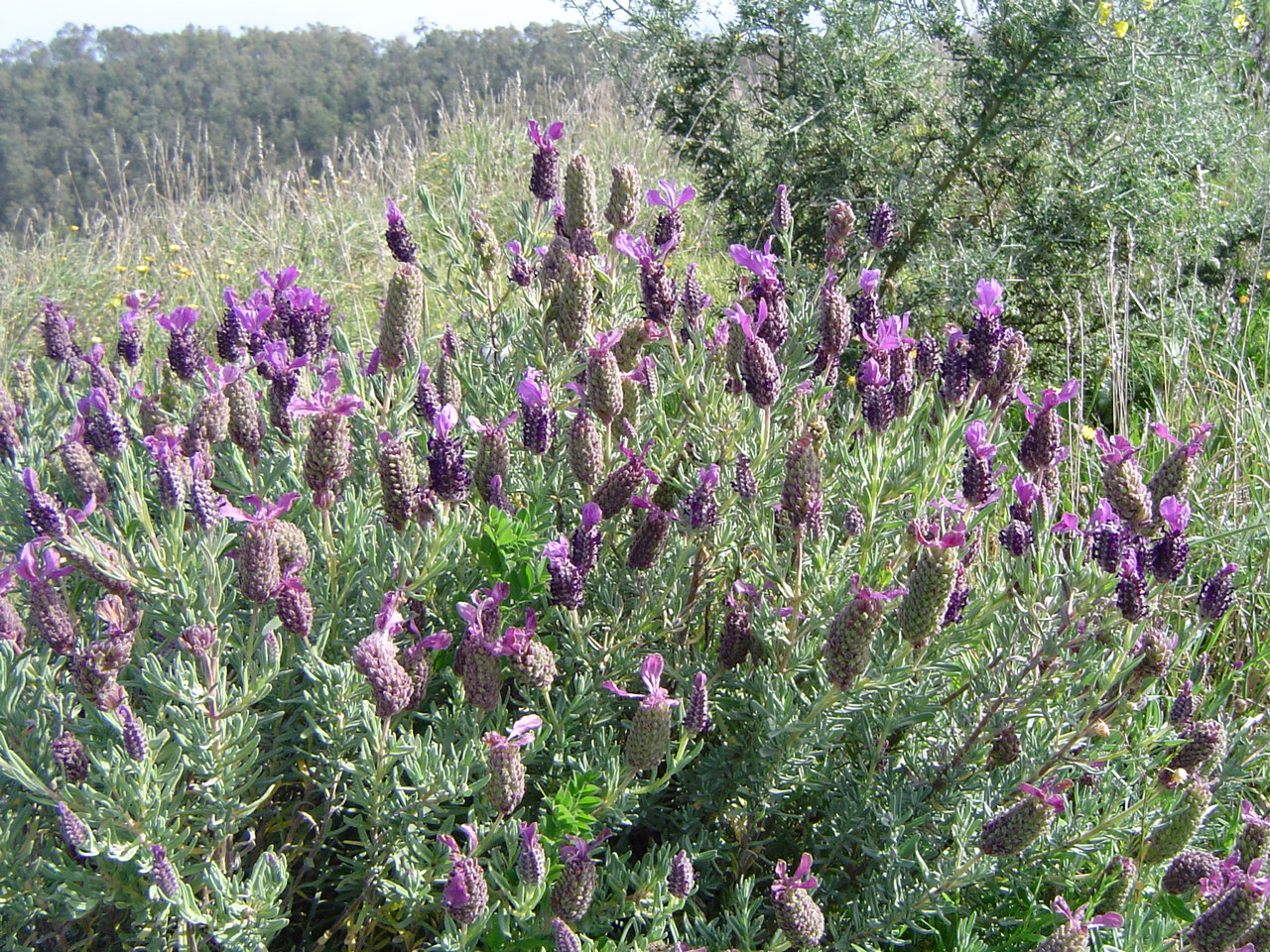

## الوصف النباتي
نبات عشبي معمر.

## مرادفات للاسم العلمي
- (باللاتينية: Stoechas officinarum)